# Alexander Burgstaller
Alexander Burgstaller, né le 26 août 1969 à Munich, est un pilote automobile allemand de compétitions sur circuits pour voitures de sport.

## Biographie
Sa carrière au volant s'étale de 1993 (débuts en DTM) à 2007. 
Il gagne les 6 Heures de Vallelunga en 1993 sur BMW M3 GTR, avec son compatriote Altfrid Heger.
Il remporte les 24 Heures de Spa en 1994 avec l'Italien Roberto Ravaglia et le Belge Thierry Tassin sur BMW 318is, et en 1996 avec Tassin et l'Allemand Jörg Müller sur BMW 320i (à Spa-Francorchamps).
Il s'impose entre-temps aux 24 Heures du Nürburgring en 1995, avec Ravaglia et un autre Belge, Marc Duez, sur une BMW 320i du team Bigazzi.
En 2004, il obtient encore le Challenge Mini d'Allemagne avec le team MINI Niederlassungen Racing (terminant encore 3e en 2007).